# Stabilizator parametryczny
Stabilizator parametryczny – urządzenie wykorzystujące nieliniowe charakterystyki prądowo-napięciowe elementów użytych do ich budowy. Zmiana określonego parametru elementu stabilizującego daną wielkość wyjściową przeciwdziała czynnikom destabilizującym. Jako elementy stabilizujące stosuje się powszechnie: diody stabilizacyjne (diody Zenera), warystory, termistory, baretery, diody polowe i karrektory, czyli specjalne układy dwukońcówkowe stabilizujące prąd przy zmianie napięcia. Cechą charakterystyczną wszystkich stabilizatorów parametrycznych jest brak zewnętrznego obwodu sprzężenia zwrotnego, który zapewniałby porównanie napięcia lub prądu wyjściowego z napięciem lub prądem wzorcowym. W związku z tym parametry tych stabilizatorów zależą głównie od właściwości elementów stabilizujących, przy czym w stabilizatorach napięcia elementy te są włączone do obciążenia równolegle, a w stabilizatorach prądu – szeregowo. Nie najlepsza jakość stabilizatorów parametrycznych ogranicza ich zastosowanie.
Stabilizator z diodą Zenera jest najprostszym układem stabilizacji napięcia, stosowanym w prostych zasilaczach lub jako źródło napięcia odniesienia.
Wykorzystując model diody dla odcinkowo-liniowej charakterystyki prądowo-napięciowej, wyprowadzimy wzory opisujące parametry stabilizatora. Prąd płynący przez diodę w zakresie stabilizacji
{\displaystyle I_{z}={\frac {U_{wy}-U_{z}}{r_{z}}},}
a prąd i napięcie wyjściowe układu
{\displaystyle I_{wy}={\frac {U_{wy}}{R_{o}}},}
{\displaystyle U_{wy}=U_{we}-I_{wy}R-I_{z}R,}
z powyższych równań wyznaczamy zależność napięcia wyjściowego od wejściowego
{\displaystyle U_{we}=U_{wy}\left(1+{\frac {R}{R_{o}}}+{\frac {R}{r_{z}}}\right)-U_{z}{\frac {R}{r_{z}}}}
oraz współczynnik stabilizacji
{\displaystyle S={\frac {{\Delta }U_{we}}{{\Delta }U_{wy}}}=1+{\frac {R}{R_{o}}}+{\frac {R}{r_{z}}}.}
Zakres poprawnej pracy stabilizatora diodowego określają skrajne położenia punktu pracy na charakterystyce. Jednak zawsze napięcie wyjściowe jest równe w przybliżeniu napięciu Zenera {\displaystyle U_{z}.} Wartość minimalnego prądu diody nie powinna się znajdować na zakrzywionej części charakterystyki, ponieważ wówczas nastąpiłby wzrost rezystancji dynamicznej diody.